# Jan Górny (żołnierz)
Jan Górny (ur. 25 października 1897 w Lisznie, zm. 9 grudnia 1984 w Szczecinie) – plutonowy Wojska Polskiego, uczestnik wojny polsko-bolszewickiej, kawaler Orderu Virtuti Militari.

## Życiorys
Urodził się 25 października 1897 w Lisznie, w rodzinie Antoniego i Józefy z Domańskich. Uczył się prywatnie. Pomagał ojcu który był stolarzem, następnie prowadził własny warsztat stolarski. Należał do POW (od 1917). 
Od listopada 1918 ochotnik w Wojsku Polskim, został przydzielony do 12 kompanii 35 pułku piechoty z którym walczył podczas wojny polsko-bolszewickiej jako dowódca armatki 37 mm.
Szczególnie odznaczył się w bitwie pod Nochowem, kiedy „podczas ofensywy bolszewickiej stał na widocznym miejscu na grobli, którą rozwijał się atak nieprzyjacielski. Bronił pozycji od 29 III do 17 IV 1920, tj. do załamania się ofensywy. Ostrzeliwując celnym ogniem most na kanale.”. Za tę postawę został odznaczony Orderem Virtuti Militari.
Zwolniony z wojska 10 czerwca 1921 (na własną prośbę). Od 1922 osadnik wojskowy na 10 ha gospodarstwie rolnym w gminie Rejowiec.
Podczas okupacji niemieckiej był żołnierzem ZWZ i Armii Krajowej. Zmarł w Szczecinie, gdzie mieszkał od 1972 i tam też został pochowany.

## Życie prywatne
Żonaty z Marianną z d. Wyroślak, z którą miał troje dzieci: Tadeusza (ur. 1926), Krystynę (ur. 1929) i Henryka (ur. 1932).

## Ordery i odznaczenia
- Krzyż Srebrny Orderu Wojskowego Virtuti Militari nr 1571[1][4][2][5]
- Odznaka pamiątkowa „Orlęta” nr 22880[6]